# Simon Zsolt (politikus)
Simon Zsolt (Rimaszombat, 1970. augusztus 26. –) szlovákiai magyar politikus, agrárvállalkozó, a Most–Híd egyik alelnöke. 2002-2006, illetve 2010–2012 között Szlovákia mezőgazdasági minisztere. 2016-2020 között független országgyűlési képviselő.

## Pályafutása
A rimaszombati Mezőgazdasági Szakközépiskolában tanult, majd a brünni Mezőgazdasági Főiskolán gépészmérnök szakon szerzett diplomát. 1993-ban mezőgazdasági vállalkozást indított állandó lakhelyén, Balogpádáron a családja tulajdonát képező 47 hektáros földbirtokon mint magángazda. 1994-ben a gazdaságot további 1300 hektárral bővítette. 1995-ben létrehozta az Agrotrade Kft.-t. A növénytermesztés mellett szarvasmarha- és juhtenyésztéssel is foglalkozik a vállalkozás. Juhsajtot gyártanak és bárányhúst is értékesítenek. 1997-ben a Top Agro-verseny keretében az agrármenedzsment területén a 100 legjobb vállalat közé sorolták a céget. 2002-ben vállalkozása átalakult ökogazdasággá.
2002. október 16-tól 2006. július 4-ig mezőgazdasági miniszter a második Dzurinda-kormányban a Magyar Koalíció Pártja (MKP) színeiben. 2006-tól a párt parlamenti képviselője. 2007 februárjától az MKP rimaszombati járási elnöke. 2007-től fokozatosan élesedő politikai vitái voltak a pártvezetéssel, végül párttagságát 2009 februárjában korlátozták. 2009 áprilisában kilépett az MKP parlamenti frakciójából és a pártból is. Ezután a Most–Híd alapító tagja és alelnöke lett. 2010 és 2012 között a Radičová-kormányban ismét miniszter. 2013-ban bejelentette, hogy indulni szándékozik a 2014-es európai parlamenti választáson.

## Magánélete
Nős. Hobbija a vadászat.

## Külső hivatkozások
- Életrajza a Szlovák Köztársaság Földművelésügyi és Vidékfejlesztési Minisztériuma honlapján (szlovákul)